# Klip stroja
Klip (stap), mehanička naprava valjkastog oblika, smješten u otvor cilindra, s kojim čini jednu cjelinu. Klip (stap) je namijenjen brtvljenju cilindra i pravocrtnom gibanju unutar cilindra, čime se vrši neki rad. Da bi se onemogućio prolaz medija s jedne strane klipa (stapa) na drugu, na klipovima (stapovima) su napravljeni utori u koje se umeću brtveći prstenovi koje nazivamo klipnim (stapnim) prstenovima.
Postoji više definicija o razlici između stapa i klipa, npr. prema medijima, prema obliku,...Najraširenija definicija razlike dvaju pojmova je po njihovom obliku, tj. prema dimenzijama d i l na lijevoj slici.
Ako je duljina valjka ( l ) veća od promjera ( d ), tada govorimo o klipu, a ako je jednaka ili manja tada govorimo o stapu.
Kao naprava, klip se koristi za dobivanje snage u motorima i parnim strojevima, ali se koristi i za predaju snage kod raznih sisaljki, hidro cilindara,...Vrstu izvedbe, materijale izrade, principe rada odredit će uvjeti za koje će klip biti izveden.
Može biti izveden tako da ima cijeli klipni mehanizam (kod strojeva i sisaljki), a može biti takav da nema ni stapajicu (hidraulični klipovi, ventili,...).

## Dijelovi klipa
Općenito govoreći, klip se dijeli na dva dijela, na krunu klipa i na plašt klipa. Kod manjih motora, oba dijela su izvedena iz jednog komada, a kod većih motora su sastavljeni iz dva dijela. Kruna klipa je termički najopterećeniji dio klipa i radi se od materijala koji može izdržati termička opterećenja kojima će biti podvrgnut. Oblik vrka krune definira zajedno s oblikom glave motora prostor izgaranja. Na kruni klipa su utori za klipne prstenove koji zajedno s klipom odjeljuju prostor poviše od prostora ispod klipa. Iako se smatra da klip ima oblik valjka, to u stvarnosti nije tako, posebno kod aluminijskih klipova, jer je gornji dio krune nešto manjeg promjera zbog nejednakih termičkih naprezanja i nejednakog širenja materijala.
Materijali za izradu klipa su aluminij kod manjih motora, a čelik kod većih motora. Zbog većeg širenja zbog temperature, aluminijski klipovi se upotrebljavaju samo do veličina promjera od 200-250 mm. Iznad tih veličina, svi klipovi su čelični.

## Klipni mehanizam
Kod parnih strojeva, klipnih sisaljki, motora s unutrašnjim izgaranjem, klip je uvijek spojen s cijelim mehanizmom koji vrši pretvaranje gibanja iz pravocrtnog u kružno ili obrnuto. Kod klipnih sisaljki, klipni mehanizam pertvara kružno gibanje pogonskog stroja (elektromotora) u pravocrtno gibanje klipa koje vrši korisnu radnju. Kod parnih strojeva i motora s unutrašnjim izgaranjem klip se giba pod utjecajem pare ili izgaranjem, a klipni mehanizam pretvara pravocrtno gibanje klipa u kružno gibanje osovine koja vrši korisnu radnju.
Osnovni dijelovi klipnog mehanizma su:
klip s prstenovima i osovinicom
ojnica
koljeničasta osovina
a kod sustava s križnom glavom još i:
klipnjača
križna glava
Osovinica (naziva se još i bolcen u žargonu) je osovina na koju se spaja ojnica ili rjeđe klipnjača, ovisno o izvedbi. Umetnuta je u klip, i osigurana da se ne može micati najčešće prstenovima za osiguranje (u žargonu Seger-prstenovima). Kada služi kao spoj na ojnicu (što je gotovo uvijek), tada je ona osnak gornjeg ležaja ojnice.
Klipnjača (stapajica) je dio klipnog mehanizma kod motora velikih dimenzija i služi da spoji klip s mehanizmom križne glave. Uglavnom je vijcima spojena s klipom, te u tom slučaju nema osovinice klipa. 
Križna glava je sklop kod velikih klipnih mehanizama koji služi da na sebe primi bočne sile i tako poštedi klip i cilindar tih sila i time im poveća trajanje.
Ojnica spaja križnu glavu (ili klip) s koljeničastom osovinom, služi kao spona između pravocrtnog gibanja klipa (klipnjače) i rotacionog gibanja koljeničaste osovine.
Koljeničasta osovina je dio klipnog mehanizma na čijem se kraju nalazi izlat iz klipnog mehanizma i osovina za spoj na potrošače ili na spoj na elektromotor.